# Usambaromyia nigrala
Usambaromyia nigrala är en tvåvingeart som beskrevs av Andersen och Ole Anton Saether 1994. Usambaromyia nigrala ingår i släktet Usambaromyia och familjen fjädermyggor.
Artens utbredningsområde är Tanzania. Inga underarter finns listade i Catalogue of Life.